# جان ویتنی هال
جان ویتنی هال (انگلیسی: John Whitney Hall; ۱۳ سپتامبر ۱۹۱۶ – ۲۱ اکتبر ۱۹۹۷) استاد دانشگاه، مبلغ مذهبی، و مورخ اهل ایالات متحده آمریکا بود.
وی همچنین برندهٔ جوایزی همچون کمک‌هزینه گوگنهایم شده است.